# Midas Pharma

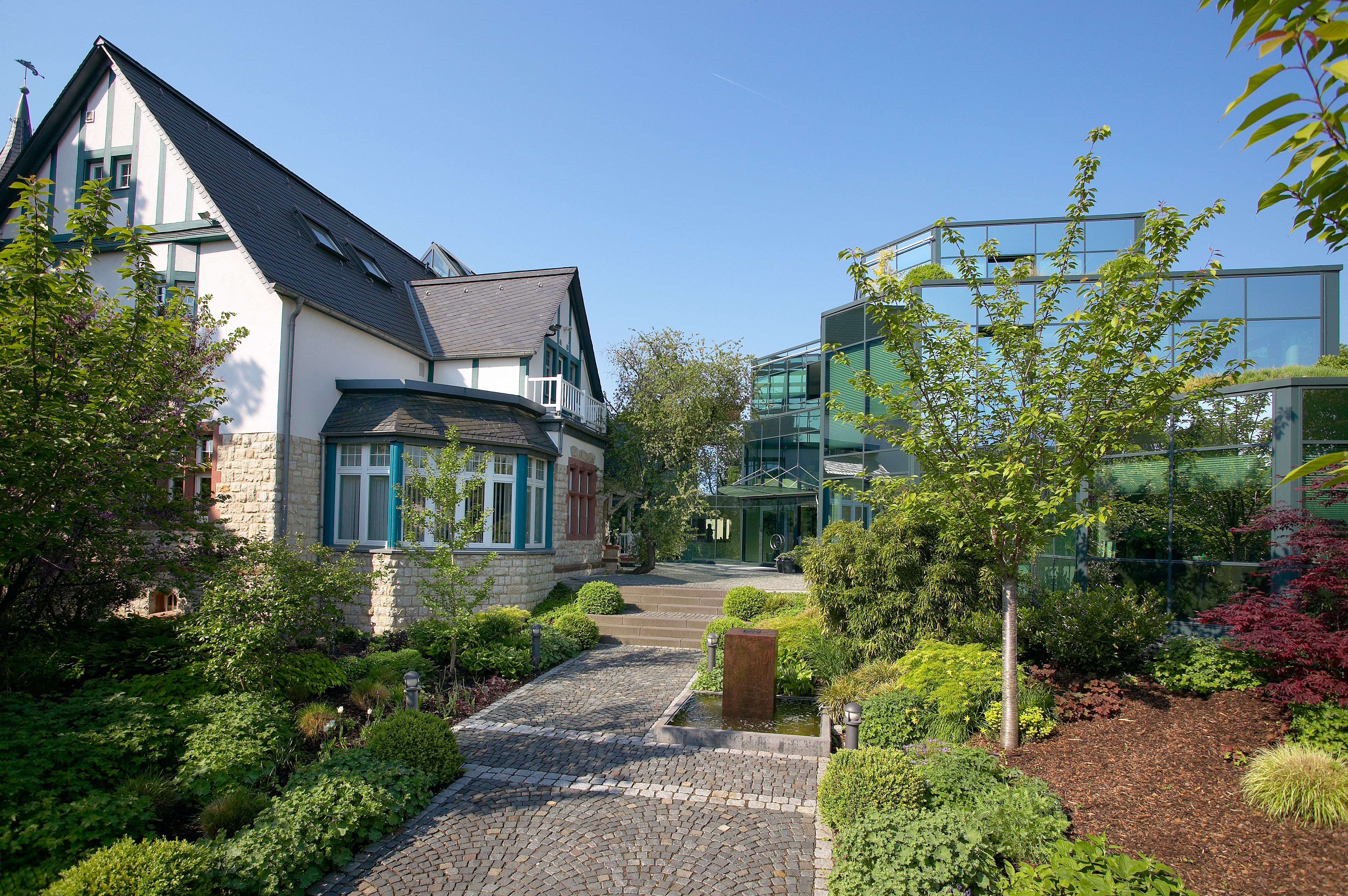
Hauptgebäude von Midas Pharma in Ingelheim

Midas Pharma ist ein inhabergeführtes, deutsches Pharmaunternehmen und wurde 1988 in Gau-Algesheim gegründet. Im Jahr 1994 zog das Unternehmen nach Ingelheim am Rhein, wo sich seither der Hauptsitz befindet. Mit zehn Standorten weltweit bietet Midas Pharma pharmazeutische Produkte und Dienstleistungen an und erzielte im Jahr 2024 nach eigenen Aussagen einen Umsatz von über 580 Millionen Euro.

## Geschichte
Midas Pharma wurde 1988 von Karl-Heinz Schleicher gegründet. Mit dem Ziel, ausländische Hersteller von Arzneistoffen und Zwischenprodukten von Pharmasynthesen in Deutschland zu vertreten, eröffnete Karl-Heinz Schleicher das erste Büro in Gau-Algesheim. Das Wachstum des Unternehmens führte sechs Jahre später zum Umzug nach Ingelheim, wo der Standort nach und nach erweitert wurde. 2007 wurde ein weiteres Firmengebäude in unmittelbarer Nähe zum ersten Gebäude eröffnet. Ingelheim ist bis heute der Hauptsitz des Pharmaunternehmens.

## Produkte
Midas Pharma bietet seinen Kunden rund 600 Produkte und komplementäre Dienstleistungen und ist in der Beschaffung, Lieferung und Entwicklung von Rohstoffen, Zwischenprodukten, pharmazeutischen Wirkstoffen, Arzneimitteln und Medizinprodukten tätig.

## Standorte und Mitarbeitende
Im Jahr 2024 beschäftigte das Unternehmen weltweit über 360 Mitarbeitende, wovon knapp 210 in Deutschland (Ingelheim) tätig sind. Die weiteren Mitarbeitenden verteilen sich auf zehn verschiedene Standorte, darunter Frankreich, Italien, Dänemark, Polen, China, Japan, Indien, Türkei, Spanien und die USA. Im Frühjahr 2025 erfolgte die Übernahme der Biofidus AG, Bielefeld und sorgte für einen Zuwachs von 30 Mitarbeitenden.